# Abraxas nigrotincta
Abraxas nigrotincta är en fjärilsart som beskrevs av Rayner 1910. Abraxas nigrotincta ingår i släktet Abraxas och familjen mätare. Inga underarter finns listade i Catalogue of Life.